# Franstandad barkskinnbagge
Franstandad barkskinnbagge (Aradus erosus) är en insektsart som beskrevs av Carl Fredrik Fallén 1807. Franstandad barkskinnbagge ingår i släktet Aradus, och familjen barkskinnbaggar. Enligt den svenska rödlistan är arten starkt hotad i Sverige. Arten förekommer i Götaland och Svealand. Artens livsmiljö är skogslandskap.